# بوب سويفت
بوب سويفت هو لاعب كرة القدم الكندية كندي، ولد في 29 نوفمبر 1943 في شاوينيغان في كندا.